# 佐賀文宣
佐賀 文宣（さが ふみのり、1965年 - ）は、日本の実業家、技術者である。チェック・ポイント・ソフトウェア・テクノロジーズ株式会社の日本法人社長を務めており、以前はZoomビデオコミュニケーションズ（Zoom）の日本法人代表として活動した。  

## 経歴
1992年、北海道大学で工学修士課程を修了後、日本アイ・ビー・エムに入社した。ThinkPadの開発に携わった後、シスコシステムズでWebexのパートナー開発を担当した。その後、VMwareでパートナービジネスを統括し、技術系ビジネスの経験を積んだ。  
2019年、Zoomの日本法人代表に就任した。COVID-19パンデミック下でのリモートワークの普及に寄与し、クラウドベースの電話サービス「Zoom Phone」の導入を推進した。
2023年、チェック・ポイント・ソフトウェア・テクノロジーズ株式会社の日本法人社長に就任した。

## 人物
佐賀は、社員の幸福を企業成功の鍵と捉え、「Deliver Happiness」という理念を重視している。セキュリティや通信インフラ分野でのリーダーシップを発揮している。

## 主な実績
- ThinkPadの開発（日本アイ・ビー・エム）
- Webexのパートナー開拓（シスコシステムズ）
- Zoom Japan代表としてのリモートワーク普及促進 
- チェック・ポイント・ソフトウェア・テクノロジーズ日本法人社長